# Physea
Physea  (лат.) — род жуков-пауссин из семейства жужелиц.

## Распространение
Неотропика, Центральная Америка, Мексика, Аризона, Техас.

## Описание
Коричневого цвета, внешне похожи на обычных жужелиц, усики нитевидные. Размер: 10—12 мм.
Обнаруживались рядом с муравейниками листорезов рода Atta и в ультрафиолетовых ловушках.

## Классификация
6 видов. Род относится к трибе Ozaenini Hope, 1838.
- триба Ozaenini Hope, 1838
  - род Physea Brulle, 1834
    - Physea breyeri Ogueta, 1963
    - Physea hirta LeConte, 1853[4]
    - Physea latipes Schaum, 1864
    - Physea setosa Chaudoir, 1868
    - Physea testudinea (Klug, 1834)
    - Physea tomentosa Chaudoir, 1854

### Синонимы
- Trachelizus Solier In Audouin & Brulle, 1834 [preocc.]
- Coeloxenus Wasmann, 1925